# La Harmoye
La Harmoye (bretonisch: Lanhervoed) ist eine französische Gemeinde mit 379 Einwohnern (Stand: 1. Januar 2022) im Département Côtes-d’Armor in der Region Bretagne.

## Bevölkerungsentwicklung
| 1962 | 1968 | 1975 | 1982 | 1990 | 1999 | 2008 | 2012 |
| 525  | 555  | 464  | 424  | 374  | 383  | 423  | 407  |